# Mount Petinos
Mount Petinos är ett berg i Antarktis. Det ligger i Västantarktis. Inget land gör anspråk på området. Toppen på Mount Petinos är 500 meter över havet.
Terrängen runt Mount Petinos är kuperad åt sydost, men västerut är den platt. Havet är nära Mount Petinos åt nordväst. Trakten är obefolkad. Det finns inga samhällen i närheten.